# Електричний штат
«Електричний штат» (англ. The Electric State) — американський науково-фантастичний пригодницький фільм режисерів Ентоні та Джо Руссо за сценарієм Крістофера Маркуса та Стівена МакФілі, оснований на однойменному графічному романі Сімона Столегаґа. Світова прем'єра фільму відбулася 24 лютого 2025 року в Лос-Анджелесі, а прем'єра на Netflix 14 березня.
Дія відбувається в альтернативні 1990-і. Дівчина Мішель зустрічає робота, яким керує її нібито загиблий брат. У пошуках брата вона вирушає до резервації, де після невдалого повстання живуть роботи-вигнанці.
Фільм отримав негативні відгуки критиків, які хвалили візуальну складову, але погано сприйняли персонажів і вторинність піднятих тем.

## Сюжет
У 1950-і в США стали активно запроваджувати роботів. Вони замінили людей у більшості професій. Але на початку 1990-х роботи, наділені розумом, повстали, вимагаючи свободи. Їх очолив рекламний робот, Містер Арахіс. Два роки люди програвали, але магнат Ітан Скейт розробив нейрокастер, шолом для керування андроїдами. Завдяки нейрокастерам люди перемогли, а роботів загнали до резервації.
Перед повстанням школярка Мішель зустрічає свого брата Крістофера, який відмінно склав тест із фізики. Поліціянт робить Крістоферу зауваження, бо в нього на футболці зображений персонаж мультфільму, робот Космо. Внаслідок автомобільної аварії під час повстання Крістофер гине. Але згодом, у 1994, Мішель відвідує зламаний робот у вигляді Космо, який натякає, що він — Крістофер. Вітчим Мішель, Тед, б'ється з роботом, тоді Мішель паралізує його електрошокером і погоджується вислухати Космо. Тед безуспішно намагається її спинити.
Космо може говорити тільки репліками свого персонажа, але йому вдається пояснити Мішель, що «справжній Крістофер» якимось чином перебуває в резервації з доктором Амгерстом. Дорогою вони зустрічають контрабандиста Кітса, в якого є робот-напарник Герман. Мішель і Космо ховаються в їхній вантажівці. Випадково вони виказують свою присутність і їх усіх змушує об'єднатися візит андроїда під керуванням полковника Маршалла Бредбері. Мішель допомагає перемогти андроїда та втекти крізь стару шахту.
Мішель, Космо, Кітс і Герман вибираються на поверхню в резервації. Герман знаходить екзоскелет, схожий на нього самого, тільки більший. Він несе Мішель, Космо та Кітса крізь пустелю. На них нападають і беруть у полон роботи, очолювані роботом-фокусником Перплексо. Тим часом Ітан Скейт розгніваний тим, що свідомість Крістофера «втекла». Без неї його сервіс віртуальної реальності «Сентр» втрачає швидкість передачі даних.
Містер Арахіс вибачається за напад і показує як роботи живуть, маючи змогу займатися тим, чим хочуть, а не тим, для чого створені. Містер Арахіс нещодавно вигнав доктора Амгерста, бо вважає його приводом для вторгнення людей у резервацію. Тепер доктор ймовірно перебуває на території Сміттярів — роботів, які полюють на інших роботів заради запчастин. Містер Арахіс вирушає з людьми та Космо, взявши з собою робота-бейсболіста Попфлая та робота-поштарку Пенні Пал.
Усі вони потрапляють до сховку доктора Амгерста. Він розповідає, що люди перемогли завдяки Крістоферу, чий мозок виявився придатним стати центром комунікаційної мережі. Але Ітан Скейт не захотів відпустити хлопця, а використав його для підтримки свого сервісу. Амгерст тому лишив лазівку, якою Крістофер утік. Маршалл Бредбері, керуючи андроїдом, вривається до сховку та приводить з собою більше андроїдів, аби схопити Космо. Ітан Скейт убиває Амгерста, роботів перемагають, а Космо доставляють до штабу «Сентр», де зберігається тіло Крістофера.
Маршалл Бредбері виконав завдання Ітана Скейта, проте розчарований у ньому, бо Ітан не попередив, що в тілі робота була свідомість хлопця. Містер Арахіс та інші роботи вирішують штурмувати штаб. Маршалл Бредбері, керуючи посиленими андроїдами, виходить проти них, але вирішує помститися Скейту. Він дає вказівку Містеру Арахісу де знайти Крістофера та складає зброю.
Мішель зв'язується з Крістофером, який переконує сестру вимкнути його систему життєзабезпечення. Його органічне тіло помирає і андроїди вимикаються. Кітс знаходить розбитого Германа, але робот виявляється живий, бо в його тілі весь час ховався справжній, менший Герман. Мішель записує звернення з закликом повернутися в реальне життя. На звалищі роботів активується Космо.

## У ролях
- Міллі Боббі Браун — Мішель Ґрін
- Кріс Пратт — Кітс
- Джонатан Ке Кван — доктор Амгерст
- Стенлі Туччі — Ітан Скейт
- Вуді Норман — Крістофер Ґрін, брат Мішель
- Джейсон Александер — Тед, вітчим Мішель
- Мартін Клебба — Герман
- Джанкарло Еспозіто — полковник Маршалл Бредбері
- Рахул Колі — Майлз Вотлоу
- Майкл Трукко — Бен Еббот

### Голосовий акторський склад
- Вуді Гаррельсон — Містер Арахіс
- Ентоні Макі — Герман
- Брайан Кокс — Попфлай
- Дженні Слейт — Пенні Пал
- Алан Тьюдік — Космо
- Генк Азарія — Перплексо
- Колман Домінго — Вульф
- Біллі Гарделл — Сміттєвий бот
- Біллі Боб Торнтон — Сміттєвий бот

## Український Дубляж
- Студія: Постмодерн
- Перекладач: Юлія Євсюкова
- Режисер дубляжу: Людмила Петриченко
- Звукооператор: Олександр Притчин
- Спеціаліст зі зведення звуку: Олександр Притчин
- Менеджер проекту: Зинич Юлія

Ролі дублювали:
- Мішель — Анастасія Павленко
- Кітс — Молодій Роман
- Герман — Кирило Сузанський
- Ітан Скейт Дрон — Володимир Кокотунов
- Містер Арахіс — Володимир Терещук
- Крістофер — Максим Чумак
- Космо — Дмитро Гаврилов
- Полковник Бредбері — Андрій Мостренко
- Пенні — Людмила Петриченко
- Доктор Анхерст — Ярослав Чорненький
- Тед Вінґмен — Євген Пашин
- Пол Флай — Михайло Войчук
- Вулф, Перплексо — Роман Семисал
- Елена Скейт, Міс Саблінскі — Світлана Шекера
- Клем — Дмитро Терещук
- Меделін Венс, Місис Сізорс — Людмила Суслова
- Бен Алкотт — Ярослав Шахторін
- Майлз Вотлоy — Едуард Кіхтенко

Додатковий акторський склад: Роман Солошенко, Дмитро Тварковський, В'ячеслав Дудко, Богдан Бенюк, Аліна Проценко, Майя Ведернікова

## Виробництво

### Розробка
Вперше фільм було анонсовано в грудні 2017 року, коли Ентоні та Джо Руссо придбали права на графічний роман. Вони були призначені продюсерами, а Енді Мускіетті вів переговори щодо режисури. Сценарій написали Крістофер Маркус і Стівен МакФілі. У грудні 2020 року компанія Universal Pictures отримала права на розповсюдження фільму, Руссо замінили Мускіетті на посту режисера, а Мускіетті залишився продюсером проєкту через свою нову продюсерську компанію. Міллі Боббі Браун отримала головну роль, і виробництво розпочалося, щойно Руссо завершили фільм «Сіра людина» (2022). У червні 2022 року повідомлялося, що права на розповсюдження фільму можуть бути передані Netflix, оскільки Universal більше не планує показ фільму в кінотеатрах. Пізніше того ж місяця було підтверджено, що Netflix буде розповсюджувати фільм, а Кріс Пратт веде переговори на одну з головних ролей. Пратта затверджено на роль в серпні, також до акторського складу приєдналися Мішель Єо, Стенлі Туччі, Джейсон Александер, Браян Кокс і Дженні Слейт. Повідомлялося, що Кокс і Слейт озвучують персонажів у фільмі. У жовтні до акторського складу додався Вуді Норман. У листопаді Джанкарло Еспозіто отримав у фільмі роль Маршалла, грізного робота-дрона. Ентоні Макі та Біллі Боб Торнтон також приєдналися до акторського складу. Джонатан Ке Кван замінив Мішель Єо після того, як вона покинула проєкт через конфлікти графіків.

### Зйомки
Зйомки почалися 5 жовтня 2022 року в Атланті під робочою назвою «Штормград» і тривали до лютого 2023 року. Однак 4 листопада 2022 року було повідомлено, що виробництво фільму було призупинено через те, що член знімальної групи, який працював над фільмом, загинув у автокатастрофі поза знімальним майданчиком.

## Реліз
Спочатку вихід був запланований на січень 2024 року на Netflix, проте згодом прем'єру перенесли на 14 березня 2025 року.

## Сприйняття
Критики зустріли фільм несхвально. На агрегаторі рецензій Rotten Tomatoes позитивно відгукнулися лише 16 % критиків, давши середню оцінку 3,6/10. Середньозважена оцінка на Metacritic 30 зі 100, що вказує на «загалом несхвальні» рецензії.
Кортні Говард у Variety похвалив дизайн і візуальні ефекти, але зазначив, що «Електричний штат» має невиразного головного лиходія, банальний сюжет з нав'язливою мораллю про свободу та боротьбу проти упереджень, і ігнорує похмурий кіберпанковий настрій роману, замінюючи його на барвисту картинку з окремими деталями 90-х.
Девід Ерліх з IndieWire прокоментував, що «Електричний штат» міг би виграти від соціальних коментарів і паралелей з сучасністю, але замість цього дає героїв з погано прописаною мотивацією, де персонажі-роботи цікавіші за людей. Його мораль суперечить сюжету, фактично закликаючи прийняти бік лиходія, а розміщення дії в 1994 році нічим не обґрунтоване.
Денис Федорук на ITC.ua зробив висновок: «„Електричний штат“ на папері виглядав багатообіцяльним високобюджетним блокбастером від режисерів „Месників“, а на ділі — звичайна розважальна нісенітниця з мультяшними персонажами на один перегляд». Це фільм без цікавих персонажів, перенасичений слабким гумором, але з гарними спецефектами й непоганим фінальним актом.